# Joe Alaskey
Joseph Francis "Joe" Alaskey (Troy, Nueva York, 17 de abril de 1952-3 de febrero de 2016) fue un actor, comediante y locutor estadounidense, reconocido como uno de los sucesores de Mel Blanc en suplantar la identidad de las voces de Bugs Bunny, el Pato Lucas, Silvestre, Piolín y otros personajes de dibujos animados de Warner Bros., como el Pato Plucky en Tiny Toons en 1990-95.

## Carrera
Joe Alaskey comenzó su carrera como comediante de stand-up y trabajó como orador en una estación de radio de Boston. Allí se encontró con Bill Scott, el creador de la serie animada The Rocky and Bullwinkle Show. Scott estaba impresionado por las habilidades de Alaskeys como imitador de voz y se lo llevó en 1985 a Los Ángeles.
Paralelamente a su participación en una serie de 1987, Alaskey todavía era activo como actor de voz en las producciones de dibujos animados. Jugó varios papeles como invitado por Ralph Bakshi, quien revivió la serie El Super Ratón.
En 1988 Alaskey tomó primera vez un papel de los personajes de Looney Tunes. En la película ¿Quién engañó a Roger Rabbit? Alaskey realizó las voces de Sam Bigotes y El Gallo Claudio. Mel Blanc, quien daba la voz a estos personaje anteriormente en los dibujos animados de Warner Bros., también participó en la película.
Dos años más tarde Alaskey participó en la serie animada Tiny Toons con un personaje del estilo similar al Pato Lucas, era el Pato Plucky. Después de la muerte Blanc en 1989, Alaskey tomó más figuras, pasando a ser dar la voz de Bugs Bunny, el Pato Lucas y Silvestre en la serie cómica Looney Tunes: De nuevo en acción. En la serie de dibujos animados de Duck Dogers, Alaskey habló junto al Pato Lucas (realizando a Duck Dogers) y su némesis Marvin el Marciano.
Alaskey fue el segundo actor de voz del abuelo Lou Pickles en  Rugrats (heredando la función después de que la muerte de David Doyle en 1997). Expresó la voz de Lou otra vez en el spin-off de Rugrats, All Grown Up!, y las tres películas. También expresó a Stinkie en la película Casper de 1995, así como en su secuela de dibujos animados The Spooktacular New Adventures of Casper lanzada un año después.
Alaskey hizo el trabajo de voz para los personajes que no eran de Warner Bros. Creó la voz de Thomas Timberwolf para la serie de internet TimberWolf, creado por leyenda de la animación Chuck Jones. Se le oyó brevemente como un locutor de voz en off para el canal Toon Disney (y a veces para el canal Disney Channel).  Era la voz de Curt Connors en el videojuego Spider-Man 2 y al Doctor Octopus en Spider-Man: Friend or Foe.
Alaskey se le vio ocasionalmente en la pantalla suplantando a Jackie Gleason, con quien compartía un parecido físico. En la década de 1980, Gleason elegir personalmente Alaskey para volver a grabar el diálogo seleccionado de los "episodios perdidos" de The Honeymooners que se encuentran en la colección privada de Gleason.
Alaskey participó también en la película independiente The Legend of Sasquatch y las voces de Mermaid Man en los videojuegos de Bob Esponja: luces, cámara, pantalones! y Bob Esponja: La Criatura del Crustáceo Cascarudo.
En 2014, Alaskey comenzó a narrar la serie documental para televisión Murder Comes to Town. La serie se transmite en Investigation Discovery. Este resultaría ser su último trabajo realizado.

## Fallecimiento
Alaskey falleció en Los Ángeles, California por cáncer el 3 de febrero de 2016, a los 63 años.

## Filmografía

### Películas
- ¿Quién engañó a Roger Rabbit? - Yosemite Sam
- Forrest Gump - Richard Nixon
- Tiny Toon Adventures: How I Spent My Vacation - Pato Plucky, Tupelo Toad, Elmer Fudd
- Casper - Stinkie
- The Rugrats Movie - Abuelo Lou Pickles
- Tweety's High-Flying Adventure - Tweety, Silvestre, Bugs Bunny, Pato Lucas, Pepé Le Pew, Marvin el Marciano, Henery Hawk, Colonel Rimfire
- Rugrats in Paris: The Movie - Abuelo Lou Pickles
- Rugrats Go Wild - Abuelo Lou Pickles
- Scooby-Doo and the Cyber Chase - Officer Wembley
- Looney Tunes: Back in Action - Bugs Bunny, Pato Lucas, Silvestre, Beaky Buzzard, Mama Oso.
- Bah, Humduck! A Looney Tunes Christmas - Pato Lucas, Silvestre, Foghorn Leghorn, Pepé Le Pew, Marvin el Marciano
- Tom and Jerry: Robin Hood and His Merry Mouse - Droopy, Friar Tuck
- Tom and Jerry's Giant Adventure - Droopy
- Tom and Jerry: Spy Quest - Droopy

### Televisión
- Tiny Toon Adventures - Plucky Duck, Wile E. Coyote, Tasmanian Devil
- Bonkers - Flaps the Elephant
- The Silvestre & Tweety Mysteries - Silvestre, Marvin el Marciano
- Duck Dodgers - Captain Duck Edgar Dumas Aloysius Dodgers, Martian Commander X-2
- Rugrats - Abuelo Lou Pickles (1997-2004)
- The Spooktacular New Adventures of Casper - Stinkie
- All Grown Up! - Abuelo Lou Pickles (2004-2008)
- The Little Mermaid - Lobster Mobster

### Videojuegos
- Sheep, Dog 'n' Wolf - Pato Lucas, Marvin el Marciano
- Looney Tunes: Back in Action - Bugs Bunny, Pato Lucas, ACME Chairman, Silvestre, Marvin el Marciano
- SpongeBob SquarePants: Lights, Camera, Pants! - Mermaid Man
- SpongeBob SquarePants: Creature from the Krusty Krab - Mermaid Man
- Looney Tunes: Acme Arsenal - Bugs Bunny, Pato Lucas, Marvin el Marciano, Silvestre
- Lego Batman 3: Beyond Gotham - Green Loontern
- The Sopranos: Road to Respect - Voces adicionales
- Rugrats: Search for Reptar - Abuelo Lou Pickles
- Rugrats: Studio Tour - Abuelo Lou Pickles